# جوليان فالنتين
جوليان فالنتين (بالإنجليزية: Julian Valentin)‏ (23 فبراير 1987 بلانكستر في الولايات المتحدة - ) هو لاعب كرة قدم أمريكي في مركز الدفاع. شارك مع منتخب الولايات المتحدة تحت 17 سنة لكرة القدم ومنتخب الولايات المتحدة تحت 20 سنة لكرة القدم ومنتخب الولايات المتحدة تحت 23 سنة لكرة القدم. أما مع النوادي، فقد لعب مع لوس أنجلوس غلاكسي وتامبا باي راوديز ‏ وCleveland City Stars ‏.

## وصلات خارجية
- جوليان فالنتين على موقع الدوري الأمريكي (الإنجليزية)
- جوليان فالنتين على موقع قاعدة بيانات كرة القدم.إي يو (الإنجليزية)